# Carmen Lozano Dumler
Carmen María Lozano Dumler (San Juan,18 de septiembre de 1921 – 29 de marzo de 2015), fue una enfermera y militar puertorriqueño-estadounidense, y una de las primeras mujeres puertorriqueñas en convertirse en oficial del Ejército de los Estados Unidos. 

## Trayectoria
Lozano nació y creció en San Juan, la capital de Puerto Rico. Su padre era el administrador de la plantación de café en el que vivián. Recibió su educación primaria y secundaria en San Juan. Se graduó de la Escuela de Enfermería del Hospital Presbiteriano en la primavera de 1944.
Para entonces, Estados Unidos ya había entrado en la Segunda Guerra Mundial y el Ejército reclutó a muchas tropas puertorriqueñas para servir en el Teatro de Operaciones del Caribe y del Atlántico Sur. El Ejército reconoció la necesidad de que las enfermeras puertorriqueñas abordaran las barreras lingüísticas en los hospitales, y la Oficina del Cirujano General, el Gobernador de Puerto Rico, el Comisionado de Salud de Puerto Rico y los médicos trabajaron juntos para desarrollar criterios para seleccionar enfermeras puertorriqueñas para el Cuerpo de Enfermeras del Ejército por primera vez.
En 1944, se enviaron reclutadoras del WAC (Cuerpo de Mujeres del Ejército) a Puerto Rico para organizar una unidad de 200 WAC, y más de 1.500 mujeres postularon. Entre ellas, Lozano solicitó convertirse en enfermera del Ejército y el 21 de agosto de 1944, fue una de las trece mujeres seleccionadas. Durante la Segunda Guerra Mundial, trabajó como enfermera e intérprete y brindó apoyo a pacientes de habla hispana. Desde entonces, Lozano Dumler ha aparecido en materiales promocionales y de reclutamiento que celebran la diversidad en el ejército estadounidense. Según el Departamento de Asuntos de Veteranos de Estados Unidos, ella "lo describió como el día más feliz de su vida".
Lozano fue una de las primeras mujeres puertorriqueñas en convertirse en oficial del Ejército de los Estados Unidos. Según la  coronel retirada Marilla Cushman, de la Fundación Conmemorativa de Mujeres en el Servicio Militar de Estados Unidos, "ella es sin duda una pionera para las mujeres puertorriqueñas, Carmen y sus 12 compañeras abrieron el camino para las mujeres puertorriqueñas en el Cuerpo de Enfermeras del Ejército.
El 21 de agosto de 1944, fue juramentada como segunda teniente y asignada al Hospital General Rodríguez (161) (llamado así en honor al Mayor Fernando E. Rodríguez Vargas ) en Fort Brooke, Puerto Rico en San Juan, donde recibió más entrenamiento. Al completar su entrenamiento avanzado, fue enviada al Campamento Tortuguero, donde también ayudó como intérprete cuando era necesario. Según el Departamento de Asuntos de Veteranos de Estados Unidos, además de su trabajo como traductora, también brindó "su apoyo a los pacientes que apreciaban tener a alguien con quien hablar y que compartiera el mismo idioma".
En 1945, Lozano fue reasignada al Hospital de la Estación 359 de Ft. Read, Trinidad y Tobago, Indias Occidentales Británicas, donde atendió a soldados heridos que habían regresado de Normandía, Francia. Según Judith Bellafaire, de la Fundación Conmemorativa de Mujeres en el Servicio Militar de Estados Unidos, "Muchas agradecieron poder "hablar" sobre sus ansiedades y pesadillas", y según la Oficina de Historia Médica del Departamento Médico del Ejército de los EE. UU., "Las enfermeras del Ejército puertorriqueño fueron aplaudidas por sus habilidades bilingües. Los pacientes hispanohablantes expresaron un gran aprecio por las enfermeras de su país de origen que podían hablar y escribirles cartas en su lengua materna".
Mientras estaba en Trinidad, decidió que le gustaría convertirse en médico y después de la guerra  tomó cursos por correspondencia en la Universidad Estatal de Luisiana. Conoció al teniente Joseph Dumler en Trinidad y se casaron en la Capilla de la Base.
Después de la guerra, Dumler se mudó a Baltimore, Maryland,con su marido. Esperaba seguir sus estudios de medicina y se matriculó como estudiante a tiempo parcial en la Universidad de Maryland, pero pospuso sus estudios después de tener su primer hijo. Durante dieciocho años, dio a luz a siete hijos. Posteriormente continuó sus estudios universitarios en la Universidad Roosevelt y completó una licenciatura en Psicología en la Universidad Northeastern, así como un Diploma Certificado en Asesoramiento sobre Abuso de Sustancias.Continuó su carrera de enfermería y asesoramiento en el Brothers Health System durante 20 años hasta su jubilación en 1985. Después de jubilarse, los Dumler vivieron en Florida durante 23 años y alquilaron cuatro propiedades que compraron como inversión.
Dumler falleció el 29 de marzo de 2015 en el centro de atención para personas mayores Brookdale Senior Living en Hoffman Estates, Illinois.Tenía 93 años y padecía la enfermedad de Alzheimer.
En 2020, Carmen Lozano Dumler fue póstumamente incluida en el Salón de la Fama de los Veteranos de Puerto Rico.

## Reconocimientos
Fue condecorada con la Medalla de Buena Conducta del Ejército, la Medalla de Servicio del Cuerpo de Mujeres del Ejército, la Medalla de la Campaña Americana, la Medalla de la Victoria de la Segunda Guerra Mundial y la Insignia del Cuerpo de Enfermeras del Ejército.
Además, Lozano Dumler fue mencionada en material que celebra la diversidad en el ejército de los EE. UU., para el Mes de la Herencia Hispana y para material de reclutamiento:
- Mes Nacional de la Herencia Hispana 2009 (Departamento Médico del Ejército de EE. UU.)[3][14][15][16]
- Mes Nacional de la Herencia Hispana 2015 (Instituto de Gestión de Igualdad de Oportunidades de Defensa)[17]
- Mes Nacional de la Herencia Hispana 2019 (Departamento de Asuntos de Veteranos de EE. UU.)[2]